# Chełmek (Lubusz)
Pour les articles homonymes, voir Chełmek (homonymie).
Chełmek (prononciation : [ˈxɛu̯mɛk]) est un village polonais de la gmina de Nowa Sól dans le powiat de Nowa Sól de la voïvodie de Lubusz dans l'ouest de la Pologne.
Il se situe à environ 154 kilomètres au nord-est de Nowa Sól (siège de la gmina et du powiat) et 27 kilomètres à l'est de Zielona Góra (siège de la diétine régionale).

## Histoire
Au cours du deuxième partage de la Pologne en 1793, le village est annexé par le Royaume de Prusse. (voir Évolution territoriale de la Pologne)
Après la Seconde Guerre mondiale, avec la mise en œuvre de la ligne Oder-Neisse, le village retourne à la République populaire de Pologne. La population d'origine allemande est expulsée et remplacée par des polonais.
De 1975 à 1998, le village appartenait administrativement à la voïvodie de Zielona Góra.

Depuis 1999, il appartient administrativement à la voïvodie de Lubusz